# Elchingen
Elchingen is een gemeente in de Duitse deelstaat Beieren, en maakt deel uit van het Landkreis Neu-Ulm.
Elchingen telt 9.581 inwoners.

## Historie
Zie ook de pagina over de abdij van Elchingen. In 1805 vond in de nabijheid van de abdij een veldslag plaats tussen de legers van Napoleon I van Frankrijk en Oostenrijk, die eindigde in een Franse overwinning.

## Galerij

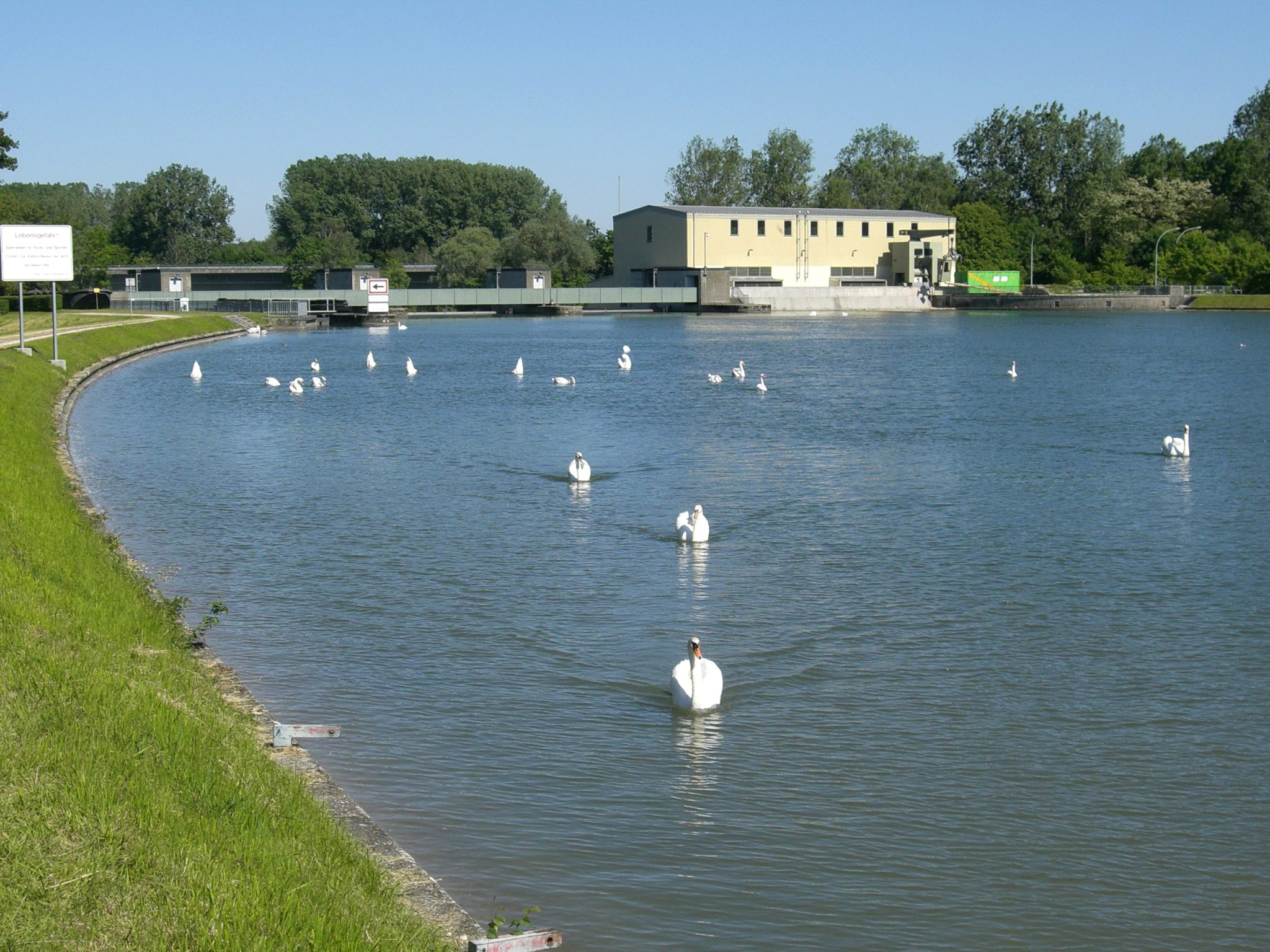
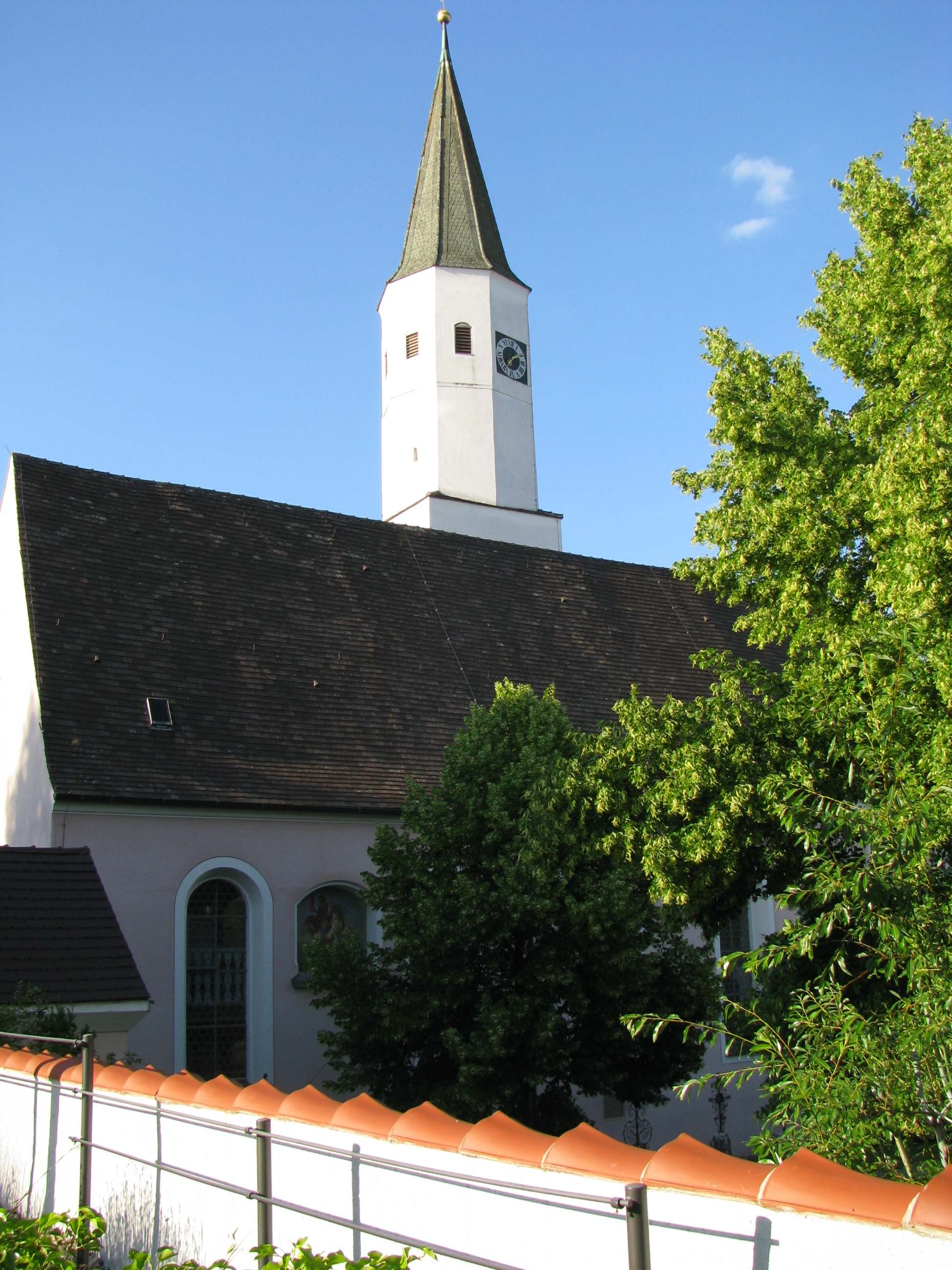
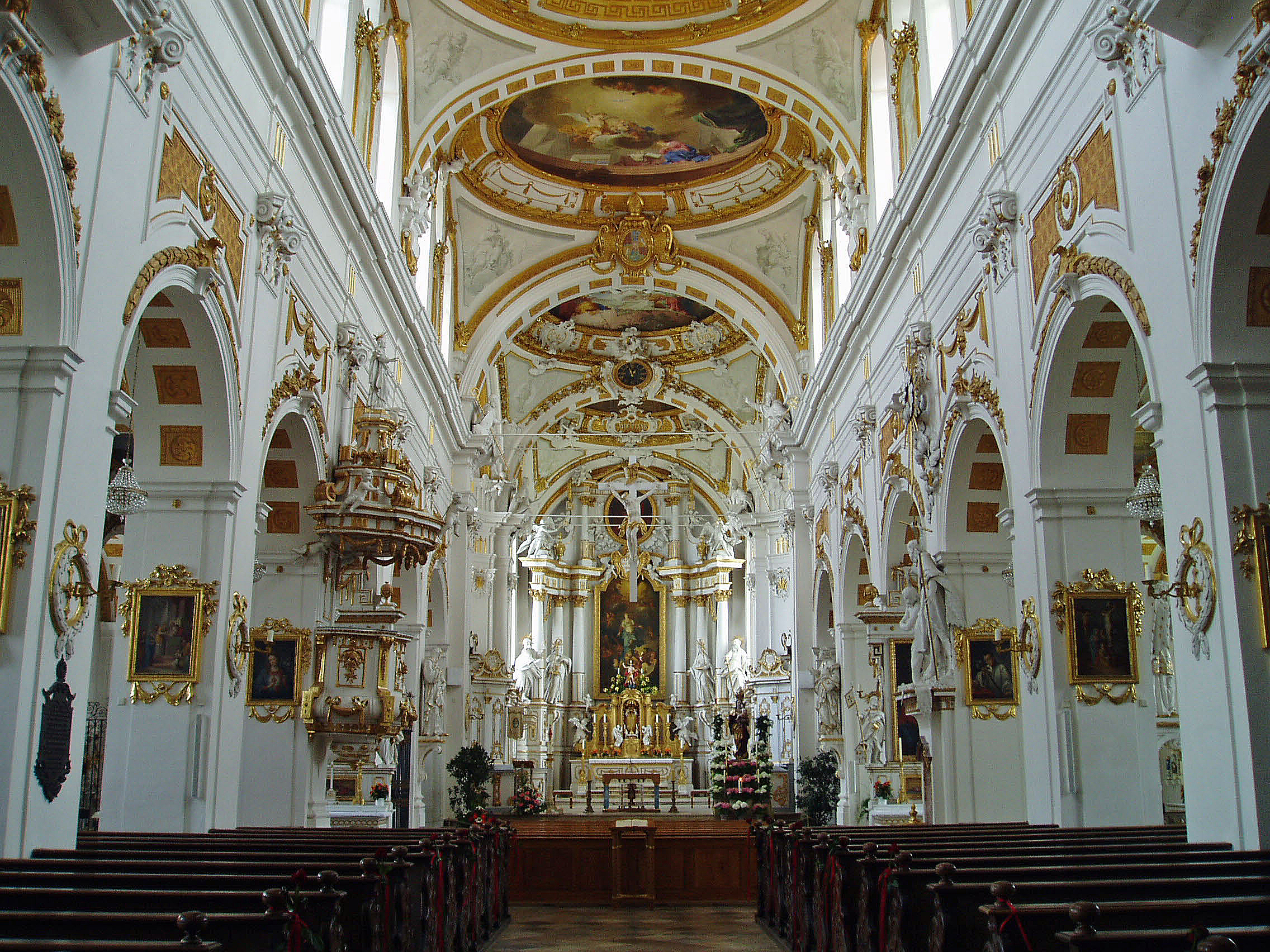

Altenstadt ·
Bellenberg ·
Buch ·
Elchingen ·
Holzheim ·
Illertissen ·
Kellmünz a.d.Iller ·
Nersingen ·
Neu-Ulm ·
Oberroth ·
Osterberg ·
Pfaffenhofen a.d.Roth ·
Roggenburg ·
Senden ·
Unterroth ·
Vöhringen ·
Weißenhorn